# Золотобородник
Зо́лотоборо́дник (лат. Chrysopógon; от др.-греч. χρυσός, chrysos — золото и πώγων, pogon — борода) — род травянистых растений семейства Злаки (Poaceae), распространённый преимущественно в тропиках и субтропиках Азии, Африки и Австралии.

## Ботаническое описание
Многолетние травянистые растения, 50—130 см высотой, образуют густые дерновины. Стебли прямостоячие, с расставленными узлами. Листья узколинейные, 1—5 мм шириной, жёсткие; влагалища до основания расщеплённые; язычки в виде поперечного валика.
Соцветие метельчатое, мутовчато-разветвлённое. Колоски сжатые с боков, по три, один сидячий, обоеполый, а два на ножках, тычиночные или недоразвитые. Колосковых чешуй 3, нижние две кожистые, третья и цветковые чешуи — перепончатые. Нижняя цветковая чешуя на верхушке цельная или коротко 2-зубчатая с более или менее хорошо развитой остью. Тычинок 3. Рыльца мелко-перистые. Хромосомы мелкие; x=10.

## Виды
Род включает 51 вид:
- Chrysopogon aciculatus (Retz.) Trin. — Золотобородник игольчатый
- Chrysopogon argutus (Nees ex Steud.) Trin. ex B.D.Jacks.
- Chrysopogon asper B.Heyne ex Blatt. & McCann
- Chrysopogon aucheri (Boiss.) Stapf
- Chrysopogon borneensis Henrard
- Chrysopogon castaneus Veldkamp & C.B.Salunkhe
- Chrysopogon celebicus Veldkamp
- Chrysopogon copei N.Mohanan & Ravi
- Chrysopogon crevostii A.Camus
- Chrysopogon densipaniculatus Landge & A.P.Tiwari
- Chrysopogon elongatus (R.Br.) Benth.
- Chrysopogon fallax S.T.Blake
- Chrysopogon festucoides (J.Presl) Veldkamp
- Chrysopogon filipes (Benth.) Reeder
- Chrysopogon fulvibarbis (Trin.) Veldkamp
- Chrysopogon fulvus (Spreng.) Chiov.
- Chrysopogon gryllus (L.) Trin. typus[1] — Золотобородник цикадовый
- Chrysopogon hackelii (Hook.f.) C.E.C.Fisch.
- Chrysopogon hamiltonii (Hook.f.) Haines
- Chrysopogon humbertianus A.Camus
- Chrysopogon intercedens Veldkamp
- Chrysopogon lancearius (Hook.f.) Haines
- Chrysopogon latifolius S.T.Blake
- Chrysopogon lawsonii (Hook.f.) Veldkamp
- Chrysopogon macleishii Cope
- Chrysopogon micrantherus Veldkamp
- Chrysopogon narayaniae Sunil, Ratheesh & Sivad.
- Chrysopogon nemoralis (Balansa) Holttum
- Chrysopogon nigritanus (Benth.) Veldkamp
- Chrysopogon nodulibarbis (Hochst. ex Steud.) Henrard
- Chrysopogon oliganthus Veldkamp
- Chrysopogon orientalis (Desv.) A.Camus — Золотобородник восточный
- Chrysopogon pallidus (R.Br.) Trin. ex Steud.
- Chrysopogon pauciflorus (Chapm.) Benth. ex Vasey
- Chrysopogon perlaxus Bor
- Chrysopogon plumulosus Hochst.
- Chrysopogon polyphyllus (Hack. ex Hook.f.) Blatt. & McCann
- Chrysopogon pseudozeylanicus K.G.Bhat & Nagendran
- Chrysopogon purushothamanii Ravi, N.Mohanan & Kiran Raj
- Chrysopogon rigidus (B.K.Simon) Veldkamp
- Chrysopogon schmidianus A.Camus
- Chrysopogon serrulatus Trin.
- Chrysopogon setifolius Stapf
- Chrysopogon shrirangii Tarbej, Pooja Mane & Potdar
- Chrysopogon subtilis (Steud.) Miq.
- Chrysopogon sylvaticus C.E.Hubb.
- Chrysopogon tadulingamii Sreek., V.J.Nair & N.C.Nair
- Chrysopogon tenuiculmis Henrard
- Chrysopogon velutinus (Hook.f.) Bor
- Chrysopogon verticillatus (Roxb.) Trin. ex Steud.
- Chrysopogon zizanioides (L.) Roberty — Золотобородник цицаниевидный, или ветивер